# Roddy McDowall
Roderick Andrew Anthony Jude McDowall (Londres, 17 de septiembre de 1928 - Los Ángeles, 3 de octubre de 1998) fue un actor británico, nacionalizado después estadounidense. 
Conocido por los personajes de Cornelius en las películas El planeta de los simios (1968), Huida del planeta de los simios (1971) y de César en Conquista del planeta de los simios (1972) y Batalla por el planeta de los simios (1973), y por la serie de televisión El planeta de los simios (1974).

## Biografía
Nació en Herne Hill, Londres. Sus padres, muy aficionados al teatro, eran Thomas Andrew McDowall, un marino mercante de ascendencia escocesa, y Winifred L. Corcoran, una aspirante a actriz de origen irlandés. Tuvo una hermana, Virginia (1927-2006).
Hizo su primer papel importante en el cine a los doce años, aunque antes había actuado en varias películas británicas, después de trasladarse junto con su familia a los Estados Unidos a causa del Blitz en la Segunda Guerra Mundial. Interpretó a Huw en ¡Qué verde era mi valle! (1941) un papel que le hizo famoso. Después actuó en otros filmes, como My friend Flicka (1943), Lassie Come Home (1943), cuando trabajó en la primera de varias ocasiones con su amiga Elizabeth Taylor, The Keys of the Kingdom (1944) y The White Cliffs of Dover (1944).

## Trayectoria
McDowall fue uno de los pocos niños actores en continuar su carrera con éxito ya adulto, aunque habitualmente era en papeles de reparto, resaltando sus papeles con maquillaje, principalmente como el simio científico Cornelius y personificando a varios "chimpancés" que interpretó en cuatro de las cinco películas de la saga de El planeta de los simios (1968-1973) y en la serie televisiva del mismo tema que apareció en 1974. Otras actuaciones destacadas son la de Cleopatra (1963), en la cual era Octavio, el posterior emperador de Roma César Augusto; It! (1966), en donde interpretaba a un personaje que evocaba en algunos aspectos a Norman Bates, personaje de Psicosis; La aventura del Poseidón (1972), en la que era Acres, un camarero del comedor; Dirty Mary, Crazy Larry (1974); Class of 1984 (1982); Fright Night (1985), en la que interpretaba a Peter Vincent, un presentador de televisión y moderador de películas de terror televisadas; y Overboard (1987), con el papel de un mayordomo de buen corazón. También actuó en el teatro y fue una estrella invitada con frecuencia en programas televisivos, trabajando en series como la original The Twilight Zone, Tales of the Gold Monkey, Combat!, Night Gallery, Los Invasores, El Show de Carol Burnett, Fantasy Island, Quantum Leap o Hollywood Squares.
Fue el villano "The Bookworm" (episodios 29/30), en la serie de los años 60 Batman, y tuvo un papel muy aplaudido como The Mad Hatter en Batman: La serie animada. Así mismo dio su ingenioso tono dramático a la adaptación en audio de Batman (1989). También fue el científico rebelde Dr. Jonathan Willoway en la serie de ciencia ficción de los años setenta The Fantastic Journey, basada en el mito del Triángulo de las Bermudas. Su último papel en la animación, fue para el episodio de Godzilla "Dreadloch". En A Bug's Life (1998), una de sus últimas contribuciones al cine, dio voz a la hormiga "Mr. Soil".
En los años noventa, McDowall se dedicó a la conservación de películas, y participó en la restauración de Cleopatra (1963), la cual había sido cortada por Darryl F. Zanuck, directivo de 20th Century Fox, con motivo de los elevados costos de producción. McDowall sirvió durante unos años en varios puestos en el Board of Governors de la Academia de las Artes y las Ciencias Cinematográficas de Hollywood, la organización que otorga los Oscar. Fue presidente de la División de Actores durante cinco mandatos. Fue elegido presidente de la Fundación de la Academia el año de su fallecimiento. Una de sus últimas apariciones públicas tuvo lugar cuando acompañó a la actriz de 88 años Luise Rainer a la 70.ª ceremonia de entrega de los Oscar. 
McDowall también fue conocido como fotógrafo, y publicó cinco libros de fotografías, uno de ellos con amistades célebres como Elizabeth Taylor, Judy Garland, Judy Holliday y Maureen O'Hara.

## Vida personal
En 1974, el FBI asaltó la casa de McDowall y se incautó de la colección de películas y series televisivas del actor en el curso de una investigación sobre piratería y violación de los derechos de autor. Su colección constaba de ciento sesenta copias de 16 mm y más de 1000 cintas de vídeo, en una época en la que no existía un comercio legal de películas, fuera del circuito de las salas (copiar o vender copias obtenidas de los estudios sin poseer el copyright era ilegal). Finalmente no se presentaron cargos contra McDowall.
El 3 de octubre de 1998, murió en Studio City, California, a causa de un cáncer de pulmón, a los 70 años.

## Premios y reconocimientos
- Globos de Oro 1964: 1 nominación[9]
- Emmy 1964: 1 nominación[9]
- Emmy 1961: 1 premio - 1 nominación[9]
- Tiene una estrella en el Paseo de la Fama de Hollywood, en el 6632 de Hollywood Blvd., como homenaje a su faceta de actor televisivo.[10]

## Filmografía
| - Yellow Sands (1938) - Scruffy (1938) - Sarah Siddons (1938) - Murder in the Family (1938) - Hey! Hey! USA (1938) - I See Ice (1938) - John Halifax (1938) - Convict 99 (1938) - Dirt (1939) - The Outsider (1939) - Poison Pen (1940) - His Brother's Keeper (1940) - Murder Will Out (1940) - Dead Man's Shoes (1940) - Just William (1940) - Saloon Bar (1940) - You Will Remember (1941) - Man Hunt (El hombre atrapado) (1941) - This England (1941) - ¡Qué verde era mi valle! (1941) - Confirm or Deny (1941) - Son of Fury: The Story of Benjamin Blake (El hijo de la furia) (1942) - On the Sunny Side (1942) - The Pied Piper (1942) - My Friend Flicka (1943) - Lassie Come Home (La cadena invisible, 1943) - The White Cliffs of Dover (Las rocas blancas de Dover) (1944) - The Keys of the Kingdom (Las llaves del reino) (1944) - Thunderhead - Son of Flicka (1945) - Molly and Me (1945) - Holiday in Mexico (Festival en México) (1946) - Rocky (1948) - Macbeth (1948) - Kidnapped (1948) - Tuna Clipper (1949) - Black Midnight (1949) - Killer Shark (1950) - Everybody's Dancin' (1950) (Cameo) - Big Timber (1950) | - Screen Snapshots: Hollywood Goes to Bat (1950) (Corto) - The Steel Fist (1952) - The Subterraneans (1960) - Midnight Lace (Un grito en la niebla) (1960) - El día más largo (1962) - Cleopatra (1963) - Shock Treatment (1964) - The Greatest Story Ever Told (1965) - The Third Day (1965) - The Loved One (Los seres queridos) (1965) - That Darn Cat! (Un gato del FBI) (1965) - Inside Daisy Clover (1965) - Lord Love a Duck (1966) - The Defector (El desertor) (1966) - It! (1966) - The Adventures of Bullwhip Griffin (1967) - The Cool Ones (1967) - El planeta de los simios (1968) - El póker de la muerte (1968) - Midas Run (1969) - Hello Down There (1969) - Angel, Angel, Down We Go (1969) - Pretty Maids All in a Row (Querido profesor) (1971) - Huida del Planeta de los Simios (1971) - Bedknobs and Broomsticks (1971) - Conquista del Planeta de los Simios (1972) - La aventura del Poseidón (1972) - The Life and Times of Judge Roy Bean (El juez de la horca) (1972) - The Legend of Hell House (La leyenda de la mansión del infierno) (1973) - La Batalla por el Planeta de los Simios (1973) - Arnold (1973) - Dirty Mary, Crazy Larry (1974) - Funny Lady (1975) - Mean Johnny Barrows (1976) - Embryo (1976) - Sixth and Main (1977) - Laserblast (1978) - Rabbit Test (1978) | - The Cat from Outer Space (1978) - Circle of Iron (1978) - Nutcracker Fantasy (1979) (voz) - El Abismo Negro (1979) (voz) - Scavenger Hunt (Tonto el último) (1979) - Charlie Chan and the Curse of the Dragon Queen (La maldición de la Reina Dragón) (1981) - Muerte bajo el sol (1982) - Class of 1984 (Curso de 1984) (1982) - The Wind in the Willows (1984) - Zoo Ship (1985) (voz) - Fright Night (Noche de miedo) (1985) - GoBots: War of the Rock Lords (1986) (voz) - Dead of Winter (Muerte en el invierno) (1987) - Overboard (Un mar de líos) (1987) - Doin' Time on Planet Earth (1988) - Fright Night II (Noche de miedo II) (1988) - Heroes Stand Alone (1989) - Cutting Class (1989) - The Big Picture (1989) - Shakma (1990) - Going Under (1990) - The Naked Target (1992) - Double Trouble (1992) - The Magical World of Chuck Jones (1992) (documental) - The Evil Inside Me (1993) - Angel 4: Undercover (1993) - The Color of Evening (1994) - Mirror, Mirror 2: Raven Dance (1994) - Star Hunter (1995) - The Grass Harp (El arpa de hierba) (1995) - Last Summer in the Hamptons (1995) - The Fantasy Worlds of Irwin Allen (1995) (documental) - Fiesta de despedida (1996) - Mary Pickford: A Life on Film (1997) (documental) - The Second Jungle Book: Mowgli & Baloo (1997) - When It Clicks (1998) (corto) - Something to Believe In (1998) - A Bug's Life (1998) (voz) - Keepers of the Frame (1999) (documental) |

### Televisión
- The Twilight Zone, temporada 1 episodio 25 (1959)

| - The Tempest (1960) - Naked City: The Fault In Our Stars (1961) - The Cricket on the Hearth (1967) (voz) - The Bookworm in Batman (1968 Batman) - The Legend of Robin Hood (1968) - Night Gallery (1969) (Episodio piloto) - Terror in the Sky (1971) - A Taste of Evil (1971) - What's a Nice Girl Like You...? (1971) - Colombo (1972) - The Rookies (1972) Episodio 8 - Topper Returns (1973) (episodio piloto) - Miracle on 34th Street (1973) - Black Day for Bluebeard (1974) - Planet of the Apes (serie de TV) (1974) - The White Seal (1975) (voz) | - Flood! (1976) - Mowgli's Brothers (1977) (voz) - The Rhinemann Exchange (1977) (miniserie) - The Fantastic Journey (1977) (cancelada tras 10 episodios) - Supertrain - The Green Lady (1978) - The Immigrants (1978) - The Thief of Baghdad (1978) - Hart to Hart (1979) (episodio piloto) - The Martian Chronicles (1980) (miniserie) - The Memory of Eva Ryker (1980) - The Return of the King (1980) (voz) - The Million Dollar Face (1981) - Mae West (1982) - Tales of the Gold Monkey (1982-1983) - This Girl for Hire (1983) | - The Zany Adventures of Robin Hood (1984) - Hollywood Wives (1985) (miniserie) - Alice in Wonderland (1985) - Bridges to Cross (1986) (cancelada tras pocos episodios) - Remo Williams (1988) (episodio piloto) - Around the World in Eighty Days (1989) (miniserie) - The Pirates of Dark Water (1991-1992) (voz) - The Sands of Time (1992) - Heads (1993) - Red Planet (1994) (miniserie) - Hart to Hart: Home Is Where the Hart Is (1994) - The Alien Within (1995) - Pinky y Cerebro(1995) - Dead Man's Island (1996) - Unlikely Angel (1996) - Loss of Faith (1997) |